# Лаго ди Неми
 Тази статия е за езерото в Италия.  За съседния град в Италия вижте Неми.  За комикса вижте Неми (комикс).
Лаго ди Неми (на италиански: Lago di Nemi, лат.: Nemorensis Lacus) е езеро в Лацио, в Средна Италия.

## География
Намира се в планините Албани, на около 30 км югоизточно от Рим. То е кратерно езеро, образувано от угаснал вулкан.
Връх Монте Каво разделя езерото Неми от съседното езеро Албано. Езерото е с повърхност 1,67 км² и максимална дълбочина 33 м.
В близост до езерото Неми са градовете Неми и Фраскати.

## История
Още в Древността жителите на местността на Арича (Арисия) копаят тунел през югозападната част на кратерната стена, за да напояват своята долина, с вода от езерото и за да увеличат обработваемата земя в района.
Тунелът е технически майсторски изработен с дължина от 1653 м и спад от 12,63 м, осигурен с дървени, след това с мраморни филтри. 
Във времената на Древен Рим езерото и околностите му са култово средище на почитателите на богинята Диана и място, харесвано за постройка на вили. Сред хората, които си почиват на езерото е и Юлий Цезар, останки от чиято лятна къща са намерени наблизо.
През Ранното Средновековие районът на езерото запада, а с времето каналът е занемарен и спира да се ползва, но мястото е възродено, след заселването му от римската фамилия Теофилакти, графове на близкия град Тускулум.
Император Калигула (37 – 41 г.) конструира на езерото Лаго ди Неми 2 кораба, известни като Корабите от Неми, които са извадени почти цели, след като между 1927 и 1930 г. езерото е временно пресушено, за която цел древният тунел е ремонтиран, по нареждане на Мусолини.